# Brian Poole
Brian Poole (3 de noviembre de 1941) es un cantante e intérprete que fue el vocalista principal de la banda beat de los años sesenta The Tremeloes (1957-62) y luego de Brian Poole and The Tremeloes (1962-66). Se crio en el East End de Londres y creció en Barking, al este de Londres. Poole asistió a la Park Modern Secondary School de Barking y a la Barking Abbey Grammar School.

## Carrera inicial

### The Tremeloes
Poole conoció a Alan Blakley y Alan Howard en la Park Modern Secondary School de Barking. En 1956, fuertemente influenciados por su interés en la música rock and roll, decidieron formar una banda. La formación original estaba compuesta por Poole (voz, guitarra), Blakley (guitarra), Howard (bajo) y Graham Scott (guitarra). Cuando aún eran adolescentes, los miembros de la banda conocieron y se hicieron amigos de Dave Munden, con quien compartían el amor y la pasión por el rock n' roll. Se formó un fuerte vínculo, que hizo que Munden se uniera a la banda en la batería en 1957. Un rápido cambio de táctica hizo que Blakley se pasara a la guitarra, a la que Poole renunció para asumir el título de vocalista principal y, por tanto, ponerse al frente de la banda.
En los primeros años, The Tremeloes se inspiraron en Buddy Holly and The Crickets y versionaron principalmente sus canciones. Rápidamente ganaron fama local tocando en pequeños locales de la zona; durante ese tiempo, su estilo de canto se desarrolló y floreció. Con las gafas al estilo Holly de Poole y el estilo único de armonía de la banda, The Tremeloes no tardó en desarrollar una amplia base de fans y seguidores. Esta siguió creciendo hasta convertirse en una de las principales atracciones de los salones de baile de todo Reino Unido. El día de Año Nuevo de 1962, The Tremeloes hizo una prueba para conseguir un contrato discográfico con Decca Records, junto con otra banda emergente, The Beatles. Su espacio habitual en la radio de la BBC y su gran número de seguidores hicieron que The Tremeloes fueran una opción obvia, y fueron contratados por la discográfica. Al firmar con Decca, los jefes de la compañía insistieron en que el grupo se llamara "Brian Poole and The Tremeloes", ya que era la tendencia de la época.
El grupo no tardó en adoptar su nuevo nombre. Sus diversos talentos musicales hicieron que, además de producir sus propios singles, también actuaran como acompañantes de otros artistas. Su primera entrada en las listas fue "Twist and Shout" en junio de 1963 (una versión de una canción de The Isley Brothers que también fue versionada por The Beatles). "Twist and Shout" alcanzó el número cuatro en la UK Singles Chart, vendiendo más de un millón de copias, y pronto le siguieron otros éxitos en las listas. En septiembre de 1963, lanzaron "Do You Love Me". Llegó al número uno en las listas del Reino Unido, desbancando al segundo número uno de los Beatles, "She Loves You", del primer puesto. "Do You Love Me" se mantuvo en la cima de las listas durante tres semanas. 'Brian Poole and the Tremeloes' siguió produciendo éxitos y prosperando en las listas del Reino Unido, con temas como "Candy Man" (que alcanzó el número seis) y la popular balada "Someone, Someone" (que llegó al número dos).
En 1966, Poole dejó a The Tremeloes para iniciar una carrera en solitario y buscar otras oportunidades, una de las cuales incluía la creación de su propio sello discográfico llamado Outlook Records. Otros miembros de la banda continuaron como The Tremeloes.

## Carrera posterior
Durante los años 1970, cuando no se dedicaba a la música, Poole trabajaba en la carnicería de su hermano en Romford Road, Manor Park (este de Londres).
En 1986, por orden real, Poole actuó en la Gala Real televisada. Después tuvo el privilegio de conocer personalmente a la Princesa Ana.
En 1988, Poole se unió a otras cuatro estrellas de los años sesenta: Reg Presley de The Troggs, Mike Pender de The Searchers, Tony Crane de The Merseybeats y Clem Curtis de The Foundations. Juntos formaron The Corporation, también conocida cariñosamente como los Travelling Wrinklies. Lanzaron un sencillo, una versión de "It Ain't Nothin' But A Houseparty", un éxito de 1968 de The Showstoppers.
En 1996, Poole escribió su primer libro, titulado Talkback, una guía de la jerga rimada cockney.
Poole publicó otros sencillos y un álbum en solitario titulado Antique Gold, en 2008.

### Giras
Entre 2002 y 2007, Poole estuvo de gira y actuó en la gira mundial "Reelinandarockin" de los años 1960, en la que actuó ante un público que agotó las entradas en el Reino Unido, y en lugares tan lejanos como Hong Kong, Australia, Nueva Zelanda y China. Re-elinandarockin" fue el primer espectáculo de los años 60 que se presentó en China. Estrellas como Dave Berry, Gerry Marsden, Mike d'Abo, Dave Dee, Mike Pender y The Nolans formaron parte del cartel.
En 2006, Brian Poole and The Tremeloes realizaron una gira de reunión para conmemorar su 40.º aniversario. La formación estaba compuesta por Chip Hawkes, Ricky Westwood, Dave Munden, Joe Gillingham, Jeff Brown y el propio Poole.
En 2008 y 2009, Poole realizó una gira con P.J. Proby en la producción Oh Boy, que era una mezcla de éxitos de los años 60 sin parar.
En 2012 (de mayo a marzo), Poole actuó en el Solid Silver '60s Show ante un público que agotó las entradas en salas de todo el Reino Unido. Apareció junto a Peter Noone, Chris Montez, Brian Hyland y Vanity Fare.
En 2013, Poole apareció en la gira Sixties Gold Tour, que comenzó en septiembre en Cardiff y terminó en noviembre en Manchester. Apareció con Chip Hawkes junto a Gerry and the Pacemakers, P. J. Proby, The Searchers y The Fortunes.
En 2014, Poole fue contratado para aparecer en el Solid Silver Sixties Show junto a The Tremeloes, Chris Montez, Chris Farlowe, Wayne Fontana y Vanity Fare.
En 2018, Poole actuó junto a Peter Noone, Dave Berry y Vanity Fare en lo que se anunció como su gira de despedida.

## Familia
En 1968 se casó con Pamela Poole. Tienen dos hijas, Shelly McErlaine y Karen Etherington, que estuvieron en Alisha's Attic y nietas llamadas Evie Etherington y Rose Dolly.